# Aretha Marcos
Aretha Marcos Pensamento da Silva, conhecida como Aretha Marcos (Rio de Janeiro, 15 de maio de 1974), é uma cantora brasileira.
É filha dos também cantores Antônio Marcos e Vanusa, ambos já falecidos. Também é meia-irmã da atriz Paloma Duarte. É também irmã de Amanda Marcos (também filha de Antônio Marcos e Vanusa), e de Rafael Vanucci, filho de Vanusa e Augusto César Vannucci.

## Biografia e carreira
Estreou na televisão aos seis anos, no especial A Arca de Noé, baseado na obra de Vinicius de Moraes. Em seguida, participou de outros  infantis produzidos pela Rede Globo, como Pirlimpimpim (1982), Plunct, Plact, Zuuum (1983), Plunct, Plact, Zuuum... 2 (1984) e Pirlimpimpim 2 (1984). A carreira artística infantil de Aretha aconteceu dos seis aos 11 anos de idade, atuando em cerca de 15 especiais de TV.
Ao lado do meio irmão, Rafael Vannucci, apresentou o programa para adolescentes ZYB Bom, entre 1987 e 1989, na Rede Bandeirantes.
Aos 14 anos, atuou na peça O Auê da Galinha Azul, com Marlene Silva.
Depois de adulta, começou a cantar em bares e casas de show do Rio de Janeiro e São Paulo. Em 2006, adotando o nome artístico de Aretha Marcos, lançou o CD e DVD Aretha Marcos ao vivo – Homenagem aos 60 anos de Antônio Marcos, em que gravou sucessos de seu pai.

## Discografia

### Álbuns solo
- 1984 Aretha – Warner
- 2006 Aretha Marcos ao vivo – Homenagem aos 60 anos de Antônio Marcos - Europa Filmes
- 2010 Aretha – Discobertas

### Participações em coletâneas
- 1982 Pirlimpimpim – Trilha sonora do especial infantil da Rede Globo (Vários artistas) – Som Livre
- 1983 Plunct plact zuuum – Trilha sonora do especial infantil da Rede Globo (Vários artistas) - Som Livre
- 1984 Pirlimpimpim 2 – Trilha sonora do especial infantil da Rede Globo (Vários artistas) – Som Livre
- 1984 Plunct plact zuuum II – Trilha sonora do especial infantil da Rede Globo (Vários artistas) – Som Livre
- 1984 Pra gente miúda II (Vários artistas) – participação - Barclay/Ariola
- 1984 Tem criança no samba – Trilha sonora do especial infantil da Rede Globo (Vários artistas) – Som Livre
- 1984 Tiradentes nosso herói – Trilha sonora do especial infantil da Rede Globo (Vários artistas) – Barclay/Ariola
- 1984 Uma aventura no corpo humano – Trilha sonora do especial infantil da Rede Globo (Vários artistas) – Barclay/Ariola
- 1984 Verde que te quero ver – Trilha sonora do especial infantil da Rede Globo (Vários artistas) – WEA
- 1987 ZYB Bom (Turma do Zyb Bom) - Disco Ban
- 1989 Aos baixinhos com carinho (Vários artistas) – Som Livre
- 1992 A nave mágica - Trilha sonora do especial infantil da Rede Globo (Vários artistas) – Som Livre
- 1992 Super especial infantil (Vários artistas) - Som Livre
- 1997 Tal pai tal filho (Vários artistas) – CID